# Спомен-чесма у Марићевића јарузи
Спомен-чесма у Марићевића јарузи, месту где је 1804. године постигнут договор о подизању Првог српског устанка, подигнута је у знак сећања на овај догађај саграђена је 1954. године поводом 150-годишњице устанка.
Чесма је подигнута од камених четвртастих блокова у форми зида. У три поља налазе се мермерне полукружне плоче са уклесаним текстовима који се односе на овај значајан догађај, а са стране барељефи који приказују актере договора и Карађорђа Петровића.
Марићевића јаруга са спомен-чесмом је део спомен комлекса у Орашцу.